# Personer i Sverige födda i Kenya
Till personer i Sverige födda i Kenya räknas personer som är folkbokförda i Sverige och som har sitt ursprung i Kenya. Enligt Statistiska centralbyrån fanns det 2017 i Sverige sammanlagt cirka 4 300 personer födda i Kenya.

## Historisk utveckling

### Födda i Kenya
| Personer i Sverige födda i Kenya 1970–2024 | Personer i Sverige födda i Kenya 1970–2024 | Personer i Sverige födda i Kenya 1970–2024 | Personer i Sverige födda i Kenya 1970–2024 | Personer i Sverige födda i Kenya 1970–2024 |
| --- | ------------------------------------------ | ------------------------------------------ | ------------------------------------------ | ------------------------------------------ |
| |                                            |                                            |                                            |                                            |
| År |                                            |                                            | Folkmängd                                  |                                            |
| 1970 | 1970                                       |                                            | 83                                         |                                            |
| 1980 | 1980                                       |                                            | 296                                        |                                            |
| 1990 | 1990                                       |                                            | 601                                        |                                            |
| 2000 | 2000                                       |                                            | 1 267                                      |                                            |
| 2001 | 2001                                       |                                            | 1 334                                      |                                            |
| 2002 | 2002                                       |                                            | 1 402                                      |                                            |
| 2003 | 2003                                       |                                            | 1 455                                      |                                            |
| 2004 | 2004                                       |                                            | 1 515                                      |                                            |
| 2005 | 2005                                       |                                            | 1 617                                      |                                            |
| 2006 | 2006                                       |                                            | 1 708                                      |                                            |
| 2007 | 2007                                       |                                            | 1 827                                      |                                            |
| 2008 | 2008                                       |                                            | 1 956                                      |                                            |
| 2009 | 2009                                       |                                            | 2 129                                      |                                            |
| 2010 | 2010                                       |                                            | 2 424                                      |                                            |
| 2011 | 2011                                       |                                            | 2 730                                      |                                            |
| 2012 | 2012                                       |                                            | 2 932                                      |                                            |
| 2013 | 2013                                       |                                            | 3 263                                      |                                            |
| 2014 | 2014                                       |                                            | 3 537                                      |                                            |
| 2015 | 2015                                       |                                            | 3 803                                      |                                            |
| 2016 | 2016                                       |                                            | 4 042                                      |                                            |
| 2017 | 2017                                       |                                            | 4 314                                      |                                            |
| 2018 | 2018                                       |                                            | 4 502                                      |                                            |
| 2019 | 2019                                       |                                            | 4 842                                      |                                            |
| 2020 | 2020                                       |                                            | 5 040                                      |                                            |
| 2021 | 2021                                       |                                            | 5 268                                      |                                            |
| 2022 | 2022                                       |                                            | 5 419                                      |                                            |
| 2023 | 2023                                       |                                            | 5 542                                      |                                            |
| 2024 | 2024                                       |                                            | 5 608                                      |                                            |
| Anm.: Befolkning den 31 december respektive år förutom år 1970 som avser förhållandet den 1 november och år 1980 som avser förhållandet den 15 september. |                                            |                                            |                                            |                                            |